# SpyHunter
SpyHunter – remake gry Spy Hunter z 1983 roku. Wydana 24 września 2001 roku na platformę PlayStation 2. Następnie gra została wydana na komputery osobiste, konsole Xbox, GameCube i Game Boy Advance oraz na telefony komórkowe.

## Rozgrywka
Gracz porusza się specjalnym samochód G-6155 Interceptor. 14 misji rozgrywka się w takich miejscach jak: Panama, Floryda, Anglia, Niemcy, Francja, Wenecja i Bliski Wschód.
Gra zawiera tryb gry wieloosobowej dostępny przez sieć lokalną i Internet.